# Xie He
Pour l’article homonyme, voir Xie He (joueur de go).
Xie He (chinois 谢赫) ou Sie Ho (VIe siècle) est un écrivain chinois, historien de l'art et critique d'art  des dynasties Liu Song et Qi du Sud.
Xie est connu pour ses Six principes de la peinture chinoise (en) (绘画六法, Huìhuà Liùfǎ), présentés dans la préface de son livre L'Estimation des anciennes peintures (古画品录, Gǔhuà Pǐnlù).

## Source
- (en) Cet article est partiellement ou en totalité issu de l’article de Wikipédia en anglais intitulé « Xie He(artist) » (voir la liste des auteurs).